# ポール・ナルディ
ポール・ナルディ（Paul Nardi 、1994年5月18日 - ）は、フランス・ヴズール出身のプロサッカー選手。クイーンズ・パーク・レンジャーズFC所属。ポジションはGK。

## 経歴

### クラブ
ASナンシーの下部組織で育成され、2013年9月のUSクレテイユ＝リュシタノ戦でトップチームデビュー。
2014年6月6日、ASモナコと5年契約を結び、すぐにASナンシーにレンタル移籍。
2019年7月23日、FCロリアンに4年契約で移籍。
2022年8月31日、KAAヘントに2年契約で移籍。
2024年6月27日、クイーンズ・パーク・レンジャーズFCに移籍。

### 代表
ユースのフランス代表歴がある。

## 代表歴
- U-17フランス代表
  - 2011 FIFA U-17ワールドカップ
- U-18フランス代表
- U-19フランス代表
- U-20フランス代表
- U-21フランス代表
  - トゥーロン国際大会2014
  - UEFA U-21欧州選手権2015予選プレーオフ